# Japonicrambus ishizukai
Japonicrambus ishizukai là một loài bướm đêm trong họ Crambidae.